# Hyles caucasica
Hyles caucasica är en fjärilsart som beskrevs av Clark 1922. Hyles caucasica ingår i släktet Hyles och familjen svärmare. Inga underarter finns listade i Catalogue of Life.